# Motxilla portanadons

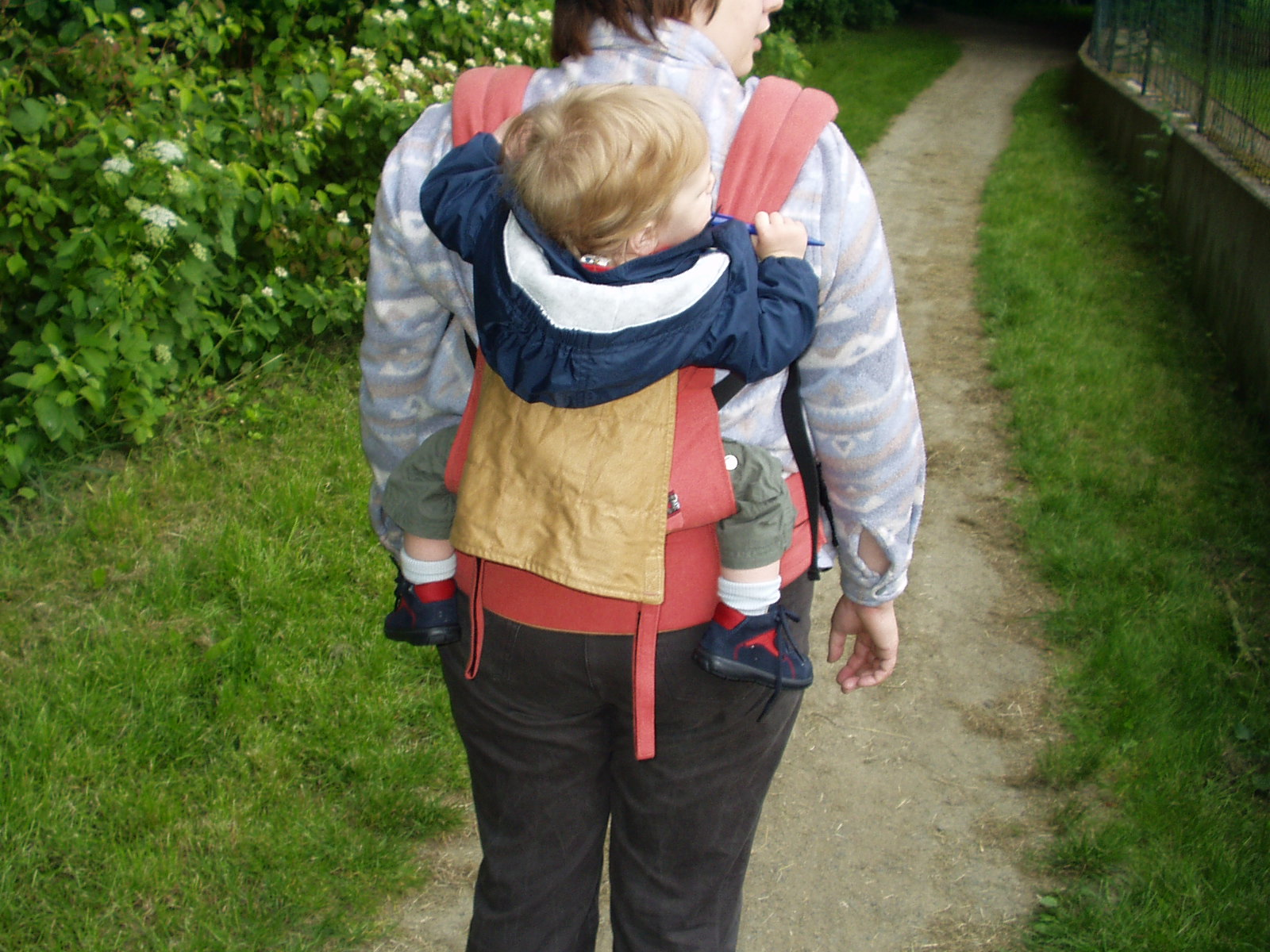
Motxilleta

Una motxilla portanadons, o popularment motxilleta, és un accessori especialment dissenyat per a portar un nadó carregat a l'esquena o al davant, per mitjà d'uns tirants que recorden els de les motxilles de senderisme i que suporten una mena de seient que sosté el cos del nadó verticalment i prop del cos de la persona que el porta. En realitat és una versió del portanadons clàssic, que aporta sobretot rapidesa per a carregar i descarregar el nen o canviar la motxilleta (per exemple, passar-la del pare a la mare) i a alguns pares els dona més seguretat (menys por que el nen no caigui, per exemple).
Els models més habituals permeten portar un nounat acabat de néixer, si aquest pesa més de tres quilos i mig, i nadons de fins a uns deu o onze quilos, però això pot variar segons la marca i el model precís. Quan el nadó és més petit, se sol col·locar de cara a l'adult, però quan té prou força al coll per mantenir-lo dret es pot posar també d'esquena a l'adult, és a dir de cara a l'exterior, perquè pugui veure més coses.